# Johann Philipp Adam Greck von Kochendorf
Johann Philipp Adam Greck von Kochendorf (* 1699 in Ittlingen; † 22. November 1735 in Kochendorf) war Kammerjunker beim Baden-Durlachschen Erbprinzen Friedrich und Ortsherr in Kochendorf. Sein Tod in jungem Alter  1735 leitete das Ende der Stammfolge der Greck von Kochendorf ein.

## Leben
Er war ein Sohn des Baden-Durlachschen Haushofmeisters und Oberschenken Johann Wolfgang Greck von Kochendorf (1671–1734) und der Maria Magdalena von Gemmingen-Widdern (1680–1736). Da der Vater Ortsherr in Ittlingen war und dort bis 1702 lebte, wurde Johann Philipp Adam vermutlich auch dort geboren und verbrachte seine Jugend an den späteren Wirkungsorten des Vaters in Kochendorf und Karlsruhe. 1727 wurde er Kammerjunker des Erbprinzen Friedrich, wo er dessen Ökonomie und Diener beaufsichtigte. 1731 heiratete er Gräfin Maria Amalia von Seyboldsdorff. 1732 starb sein junger Dienstherr, Erbprinz Friedrich, im Alter von 28 Jahren. Im selben Jahr wurde Johann Philipp Adam Greck mit dem Hausorden der Treue ausgezeichnet, den auch bereits sein Vater trug. Nach den Rittern dieses Ordens wurden die strahlenförmig vom Karlsruher Schloss wegführenden Straßen benannt, so dass es damals auch eine nach Greck benannte Straße gab. Nach dem Tod des Erbprinzen wurden Johann Philipp Adam und sein Vater bei Ausbruch des Polnischen Thronfolgekriegs 1733, der auch Schauplätze am Rhein einschloss, aus dem Hofdienst entlassen. Johann Philipp Adam erbat beim Markgrafen Karl III. Wilhelm nach dem Tod seines Vaters 1734 die Übertragung von dessen Kompanie, was jedoch abgelehnt wurde. Danach scheint er sich insbesondere der Verwaltung seines Kochendorfer Besitzes gewidmet zu haben. Am 22. November 1735 starb Johann Philipp Adam an einer schweren Krankheit. Er wurde im Mittelgang der Sebastianskirche in Kochendorf begraben.
Da seine beiden Brüder Johann Wolfgang (1703–1720) und Johann (1715–1718) bereits jung verstorben waren und Johann Philipp Adam kinderlos geblieben war, war als letzter männlicher Nachkomme der Greck von Kochendorf nur noch Johann Philipp Adams Onkel Wolfgang Conrad V. Greck von Kochendorf (1672–1749) am Leben, der jedoch beim Tod seines Neffen ebenfalls noch kinderlos war. Mit Johann Philipp Adams Tod war damit das Ende der Greck von Kochendorf nahezu besiegelt. Der Onkel hatte eine deutlich jüngere Frau geheiratet, doch die Bemühungen um Nachkommen fruchteten 1740 schließlich nur noch in der Geburt einer Tochter.
Sich des Endes der mehrfach verschwägerten Dynastie bewusst, verfassten Philipp Dietrich und Burckard Dietrich von Gemmingen-Fürfeld, Söhne des Ritterkantos-Direktors Johann Dietrich von Gemmingen, einen Nekrolog, der bei Johann Michael Maier in Heilbronn gedruckt wurde und in dem sie den Greck-Nachkommen lebenslange Treue und Freundschaft versprachen. Im März 1736 begann dann die Erfassung des beweglichen Nachlasses des Verstorbenen. Als hoher Hofbediensteter der badischen Markgrafen hatte er von diesen viele Geschenke erhalten, die sich in einem großen Bestand an Schmuckstücken und Geschirr niederschlugen. Im Nachlass befanden sich außerdem eine sehr große Auswahl an Kleidung, eine reichhaltige Waffenkammer, ein großer Weinvorrat sowie Wagen- und Pferdegeschirr für seine sechs Pferde.
Seit der Zerstörung ihrer Güter im Dreißigjährigen Krieg waren die Greck hoch verschuldet. Der überlebende Onkel Wolfgang Conrad stand trotz der Heirat mit seiner begüterten jüngeren Frau bis zum Lebensende unter Zwangsverwaltung. Der Nachlass von Johann Philipp Adam reichte nicht zur Versorgung seiner Witwe aus. Kaiser Karl IV. gab schließlich persönlich Anweisungen zur Versorgung der Witwe, die dennoch zeitweise in großer Not lebte, bevor sie 1742 in Pforzheim den Baden-Durlachschen Hauptmann Eberhard Friedrich von Mentzingen heiratete.